# Gisèle Touret
Pour les articles homonymes, voir Touret.
Gisèle Touret, née le 30 mars 1925 à Villeneuve-le-Roi et morte le 27 mai 2016 dans le 15e arrondissement de Paris,, est une comédienne française.

## Biographie
Giselle Touret (connue comme Gisèle Touret) est une artiste comédienne de cinéma, de théâtre et de télévision. Elle a effectué des enregistrements sonores recensés à la BNF. Elle est connue également comme ayant résidé à la cité Montmartre-aux-artistes. En 1972, Jean Marais lui consacre  un tableau la représentant : Gisèle Touret en pot aux roses,.

## Filmographie

### Télévision
- 1970 : Un otage : Moïra
- 1973 : Marie Dorval : Mademoiselle Georges
- 1974 : Un chat sous l'évier : Madame Bertin
- 1975 : Au théâtre ce soir : Le Moulin de la Galette de Marcel Achard, mise en scène Max Fournel, réalisation Pierre Sabbagh, théâtre Édouard VII : Sophie
- 1975 : Marie-Antoinette de Guy Lefranc
- 1976 : L'inspecteur mène l'enquête (épisode Le Mort du bois de Boulogne)
- 1978 : La Filière : la supérieure
- 1980 : Les Amours des années folles (épisode Le Danseur mondain) : la dame du casino
- 1981 : Au théâtre ce soir : La Coquine d'André Roussin, mise en scène Bernard Dhéran, réalisation Pierre Sabbagh, théâtre Marigny : Paola
- 1981 : Martine Verdier
- 1981 : Dickie-roi
- 1988 : Palace : une gardienne du bon goût

### Cinéma
- 1974 : Verdict : Madame Touret
- 1985 : Lien de parenté de Willy Rameau avec Jean Marais : Mademoiselle Giraud[8]
- 1985 : Dressage de Pierre B. Reinhard
- 1987 : Le Diable rose de Pierre B. Reinhard avec Roger Carel : Léonie, la châtelaine
- 1994 : Elles n'oublient jamais de Christopher Frank avec Thierry Lhermitte : la secrétaire de Doumene

## Théâtre
- 1943 :  Sodome et Gomorrhe de Jean Giraudoux, mise en scène Georges Douking, Théâtre Hébertot : Noémi avec Gérard Philipe et Edwige Feuillère
- 1952 : La Tête des autres de Marcel Aymé, mise en scène André Barsacq, Théâtre de l'Atelier
- 1955 : Les Oiseaux de lune de Marcel Aymé, mise en scène André Barsacq, Théâtre de l'Atelier
- 1959 : Cyrano de Bergerac d'Edmond Rostand, mise en scène Charles Gantillon, Jean Le Poulain, Théâtre des Célestins
- 1974 : Le Bossu de Paul Féval, mise en scène Jacques-Henri Duval, Théâtre des Célestins  avec Jean Marais
- 1978 - 1979 : Le Roi Lear de William Shakespeare, mise en scène d'Yves Gasc - Festival de Vaison La Romaine et Théâtre de l'Athénée-Louis-Jouvet[9] avec Jean Marais
- 1981 : Du vent dans les branches de sassafras de René de Obaldia, mise en scène Jacques Rosny, Théâtre de la Madeleine, avec Jean Marais
- 1987 : Le Capitaine Fracasse d'après Théophile Gautier, mise en scène Marcel Maréchal, Théâtre La Criée (Marseille)
- 1990 : La guerre de Troie n'aura pas lieu de Jean Giraudoux, mise en scène de Jean Danet, Les Tréteaux de France (Aubervilliers)
- 1993 : L'Arbre de mai opéra d'après la pièce de Marcel Maréchal, mise en scène de Pïerre Constant, décors de Roberto Platé et direction Frédéric Chaslin. Coproduction opéra de Marseille et Théâtre La Criée
- 1997 : L'Arlésienne d'Alphonse Daudet, mise en scène Roger Louret, avec Jean Marais
- 1997 : Le Bonnet du fou de Luigi Pirandello, mise en scène Laurent Terzieff, Théâtre de l'Atelier (Paris)
- 1997 : Les Chinois de Murray Schisgal, mise en scène Jean-Paul Bordes, Théâtre 14 - Jean Marie Serreau (Paris), Madame Lee

## Enregistrements sonores
- 1961 : Thérèse d'Avila, Le Christ avec la croix[10]
- 1961 : Edmond Rostand, L'Aiglon
- 1964 : Samson ou les jeux de la sagesse biblique[11]
- 1975 : Les Fables de Jean de La Fontaine